# おむつプレイ
おむつプレイはおむつを用いて羞恥心を煽るプレイ。医療系プレイや羞恥プレイ、エイジプレイの側面を持つ。

## 概要
おむつを穿かせ、排泄させるというのが広く行われる方法であるが、おむつを穿くのはパートナーのみのパターンとお互いに穿くパターンの二通りに分かれる。このうち前者は、パートナーに羞恥を与える形となり、SMプレイといえる。後者は、お互いの羞恥心を共有するプレイとなる。
排泄と性には深い繋がりがあり、排泄行為は羞恥の対象であるため、おむつに快感を覚える人は少なからず存在する。おむつプレイは排泄に関わる性的魅力に基づいて快感を得る行為である。
自慰に似ているが、一人でのプレイも可能である。むしろ、おむつに性的興奮を覚える者は、パートナーがいない場合、一人で楽しむことも少なくない。
おむつのサイズは、おおむね大人用のもの（主に介護用おむつ等）が使用されるが、最近では赤ちゃん用のものでも一回り大きなサイズが扱われるようになっており、使用者の体格によってはこちらを使用する場合もある。また最近では大人用で可愛いデザインのおむつが販売されている。テープタイプかパンツタイプの2種類が主に流通しているが、それによって好きなおむつは違う（パンツタイプは一回で着用できるため手間がかからない割には吸収量が少なく、テープタイプは着用に手間がかかり多くの場合ずり落ちたりした時の調整が不可能だが吸収量が多い）ため多人数でやる際には両方用意しておく事が多い。

## プレイに於ける例
- おむつの着用に伴う解放感や安心感
  - 日常生活で常時おむつを着用することへの快感
- 排泄行為についての快感 
  - 排泄を我慢することへの快感
  - 排泄時の解放感 
    - 我慢した上での排泄に伴う解放感
    - 野外においての解放的なおむつへの排泄に伴う快感
- 羞恥心を伴う快感
  - おむつの着用を見られることへの羞恥心
    - 公衆の場においておむつをさらすことに伴う羞恥心

  - おむつからの排尿時の音を聞かれることに対する羞恥心
  - おむつの交換時における羞恥心
    - おむつをあてられる・脱がされることに対する羞恥心
    - おむつを脱がされるときに排泄物を見られることに対する羞恥心
    - おむつを脱がされるときに汚れた恥部・肛門周辺をふかれることに対する羞恥心
- 社会的なルールを犯すことに対する背徳感
  - トイレ以外での排泄に伴う背徳感
- パートナーに施して上記の反応を楽しむ

## 愛好家向けイベント
- おむフェス[1] - 東京・池袋のサンシャインシティで開催される同人誌即売会のサンシャインクリエイションにて年1回行われている、おむつプレイ愛好家及び、スカトロ系同人誌愛好家向けオンリーイベントである。おむつプレイ専門イベントであり、複数のおむつプレイを扱った同人サークルや、おむつカバー、ロンパース、おしゃぶり、よだれかけ（スタイ）などおむつプレイやエイジプレイ愛好家向けの商品を扱うサークルが参加し、企業も参加することもある。
- し〜むす![2] - 東京・浅草の東京都立産業貿易センター 台東館で開催される同人誌即売会の都産祭にて不定期に行われている、尿失禁を中心とした小スカ系同人誌愛好家向けオンリーイベントである。過去には大阪で開催されたこともある。おむつプレイ専門イベントではないが、おむつプレイを扱った同人サークルが参加することもある。
- フェチフェス[3] - 日本最大級のフェティシズム（フェチ）を題材としたイベントである。おむつプレイ専門イベントではないが、おむつプレイを扱った企業や同人サークルが参加することもある。